# Afoxé
Afoxé (het muzikale element wordt ook aangeduid als Igexá of Ijexá), is een Afro-Braziliaanse cultureel-religieuze uiting uit het Noordoosten van Brazilië, die zich vooral uit in muziek en dans. Het heeft een sterk religieus element, en is verbonden met de candomblé. Ook bevat het in het algemeen elementen van Zwart Bewustzijn. Afoxé is vooral te vinden in de steden Salvador, Recife en Olinda.

## Naamgeving
De term afoxé is een verbastering van het Yoruba-woord afose, dat zoiets betekent als: "woord dat iets doet." Het was vooral woord dat naar de tegenstander geschreeuwd werd om een soort macht over hem te krijgen. Er zijn ook versies dat het een verbastering is van een Soedanese woord áfohsheih is. Dit is een aanduiding voor een groep mensen die onder het bestuur van een zwarte gouverneur staat.
Tegenwoordig slaat afoxé op de gehele cultureel-religieuze uiting die verder gaat dan muziek en dans. Igexá of ijexá slaat strikt op het muzikale element hierin.

## Muziek

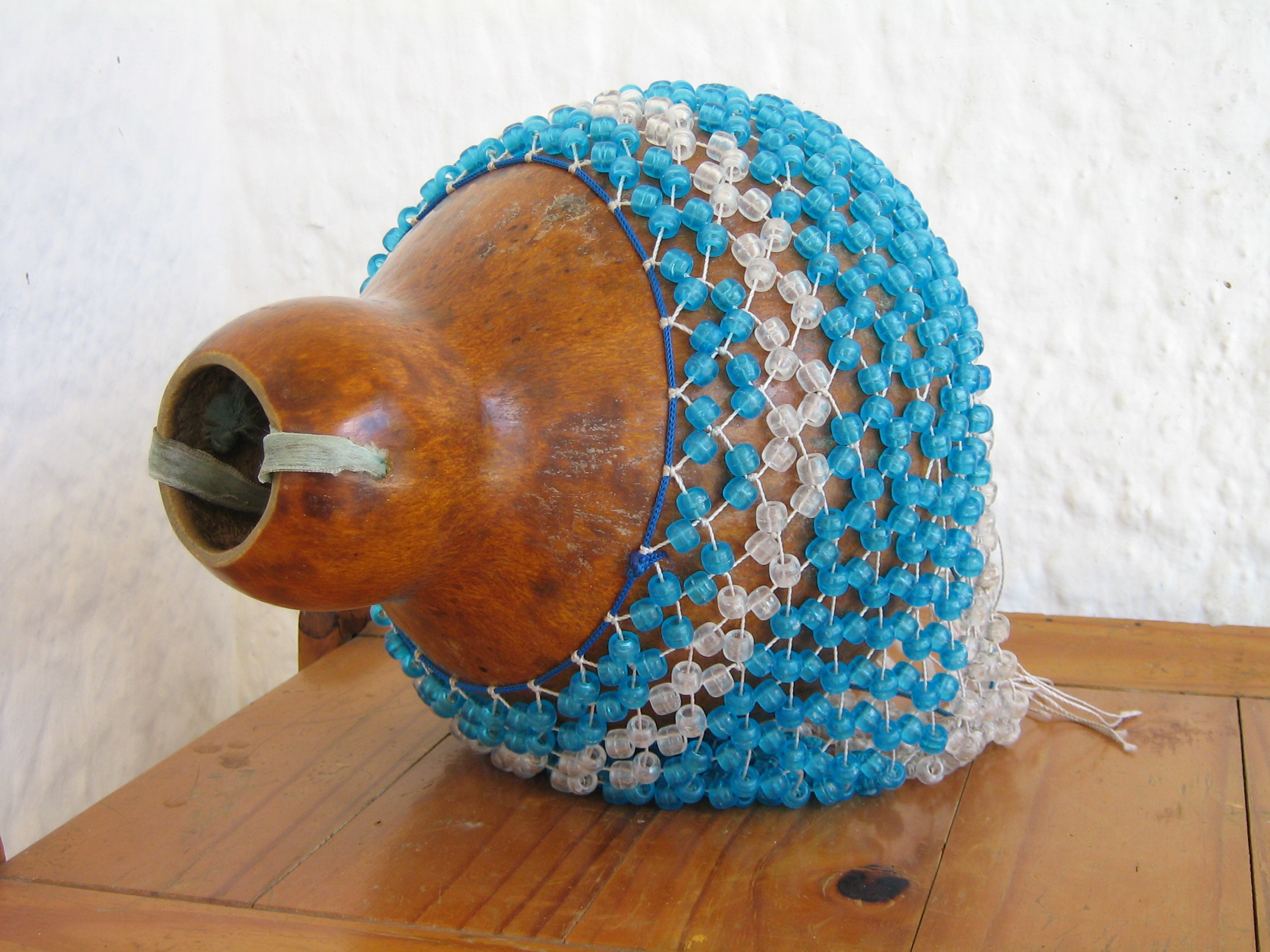
Abê

Als muziek is het een van de Braziliaanse muzieksoorten die het dichtst tegen de Afrikaanse wortels aanligt. In de muziek zijn vier groepen instrumenten te onderscheiden:
- De agogô's geven het tempo aan.
- De abê's (ook wel: agbê) leggen een basis voor het ritme. Soms gebruikt men de naam afoxé ook wel voor dit instrument.
- Trommen van drie verschillende groottes (van groot naar klein: rum, rumpi en lê). Deze spelen een ritme met hierin veel ruimte voor improvisatie.
- De zang wordt gedaan door een voorzinger en een achtergrondkoor.

De bedoeling is dat de muziek met veel positieve energie (axé) gespeeld wordt. Overigens wisselen de muzikanten elkaar af, omdat het bespelen van de instrumenten erg zwaar is.
De zang gaat terug op de orôs, liederen die tijdens de candomblé-rituelen gezongen worden. De relatie tussen de voorzinger en het achtergrondkoor is dynamischer dan een eenvoudig vraag- en antwoordspel. Het achtergrondkoor zingt vaak een tekstuele en melodieuze tegenstem.
De teksten gaan vooral over de geschiedenis van Braziliaanse slavernij, over Afrika en over Zwart Bewustzijn. Het verblijf in de slavenschuur (senzala) wordt uiteraard gezien als een periode van onderdrukking, maar ook als een gevoel van eenheid onder de zwarte bevolking. Als ze het over Afrika hebben, gaat het niet zozeer om het reële continent zoals het nu bestaat, maar zien ze het meer als een mythisch thuisland, waarnaar ze terugverlangen.

## Dans
Bij een afoxé-uitvoering wordt er een kring gevormd, die afgebakend wordt door een ring van abê-speelsters. In deze kring wordt op een vrije manier in het rond gedanst, op een manier die sterk doet denken aan traditionele Afrikaanse dansen.
Vanwege het religieuze element mogen er binnen deze kring geen alcohol of tabak aanwezig zijn.

## Religie
Afoxé is sterk verbonden met de candomblé-religie, en wordt door de deelnemers dan ook niet gezien als alleen maar zang en dans. Het is een manier om de orixá's (spirituele entiteiten binnen deze religie) te vereren. De deelnemers geloven dat de orixá's op een bepaalde manier wonen in de trommen die bespeeld worden.
Traditioneel bestond er een sterke rolverdeling tussen mannen en vrouwen binnen de muziek: mannen bespeelden de agogô's, de trommen en deden de voorzang, vrouwen speelden de abê's en bezetten het achtergrondkoor. Tegenwoordig wordt hier vrijer mee omgegaan.

## Carnaval
Ook bij het carnaval lopen er afoxé-groepen (blocos de afoxé) rond. Deze vorm van afoxé is ook bekend als candomblé de rua ("straat-candomblé").
De groepen bereiden zich eerst op hun eigen terrein (terreiro) geestelijk voor, voordat zij de straat op gaan. Afoxé-groepen lopen meestal apart van andere groepen, omdat er geen niet-ingewijden met de afoxé mee mogen doen.
Zij zingen in het Yoruba, en hun liederen zijn vooral gewijd aan de orixá Oxum. Zij dragen een Afrikaans gewaad (bata) en een soort tulband. Hun kledij is uitgevoerd in wit met goud of blauw, de kleuren van Oxum. Verder dragen zij een kralenketting, die via speciale rituelen aan de orixá's is gewijd. De kleuren van de kralen verwijzen naar verschillende orixá's.
Afoxé werd voor het eerst gespeeld tijdens het carnaval van Salvador in 1894, door de groep Embaixada Africana ("Ambassade van Afrika"). Sommige accessoires van hun kostuums waren rechtstreeks geïmporteerd vanuit Afrika. Twee jaar later volgde de groep Pândegos da África.
In die periode was er nog een sterke segregatie. Afoxé werd gespeeld in de arme wijken, zoals Baixa dos Sapateiros, Taboão, Barroquinha en Pelourinho. De grotere, gevestigde groepen desfileerden in de rijkere buurten. In 1905 doorbraken de afoxé-groepen voor het eerst deze ongeschreven regel, en gingen zij ook spelen in wijken als Barroquinha en Ladeira de São Bento. Dit had veel protesten tot gevolg.
In 1949 werd de groep Filhos de Gandhy ("Zonen van Gandhi") opgericht door de lossers uit de haven van Salvador. De groep is genoemd naar Mahatma Gandhi, die een jaar eerder was vermoord. Het wordt gezien als de eerste groep die het Zwart Bewustzijn bij het carnaval uitdroeg.
Tegenwoordig is het afoxé ook te zien op carnavals in andere Braziliaanse steden, en zelfs in Europa. Puristen beschouwen de moderne ontwikkelingen van het afoxé overigens als een afwijking van de moderne vorm, mede omdat het religieuze element hierin is afgezwakt.

## Moderne verwijzingen
Afoxé is vooral bekend geworden door de groep Filhos de Gandhy. Vanaf de jaren 70 maakte het een grote groei door, onder invloed van het opkomende Zwart Bewustzijn. Tegenwoordig nemen een aantal moderne Braziliaanse artiesten, zoals Virgínia Rodrigues, Maria Bethânia en Caetano Veloso, elementen uit de afoxé in hun muziek op.